# 株式会社
株式会社（かぶしきがいしゃ）は、法人格を有する会社形態の一つであり、営利を目的とする社団法人である。株式会社では、細分化された社員権（株式）を有する株主から有限責任の下に資金を調達して株主から委任を受けた経営者が事業を行い、利益を株主に配当する。

## 国際的に見た株式会社の一般的特質
ヨーロッパ諸国、アメリカ、日本の会社法を比較研究したKraakman et al. 2004は、株式会社の特質は(1)法人格、(2)出資者（株主）の有限責任、(3)持分の自由譲渡性、(4)所有と経営の分離、(5)出資者（株主）による所有の5点にあるとし、この五つを兼ね備えたものが株式会社の基本形であるとする。そして、市場経済の国においては、ほとんどすべての大会社がこれら5点の特徴を備えていると指摘している。日本の株式会社の中の公開会社、ドイツの株式会社、フランスの株式会社、アメリカのコーポレーションの中の公開会社、イギリスの株式有限責任会社の中の株式有限責任公開会社はこれに当たる。
その一方で、各国ともこれらに類似しつつも、(3)の特徴を有しない閉鎖型の会社形態が何らかの方法で規定されていることが通常である。大陸法圏においては株式会社とは別個の会社形態として有限会社が立法されることが多く、かつての日本の有限会社、ドイツの有限会社（GmbH）、フランスの有限会社（SARL）などがある。一方、現在の日本や英米法圏などでは、株式会社の一種として立法されており、日本の株式会社の中のいわゆる非公開会社、アメリカのコーポレーションの中の閉鎖会社(close corporation)、イギリスの株式有限責任会社（company limited by shares）の中の株式有限責任私会社（private company limited by shares）などがある。
なお、国によっては(2)の例外として、株主と並ぶ無限責任社員の存在を認める会社形態を認めるものもある。フランス、ドイツ、かつての日本など、大陸法圏で認められる株式合資会社が典型であるが、英米法圏においても、英領ヴァージン諸島の株式発行を授権された無限責任会社（unlimited company that is authorised to issue shares）などがある。

### 法人格
会社は、自然人と同様、それ自体が権利、義務の主体となることができる権利能力を有している。すなわち、会社はその構成員とは区別された法人格 (legal entity) を有する。これにより、会社は自己の名において事業を行い、財産を取得、処分し、契約を締結し、借入れを行うことができる。そして、経営者や株主に対して債権を有する債権者も、別人格である会社の財産に対しては債権を行使することができない。

### 出資者の有限責任
会社に対する債権者（会社債権者）は、会社の財産に対してのみ債権を行使することができ、株主（出資者）の財産に対して債権を行使することはできない。これを株主（出資者）の有限責任という。すなわち、株主の責任は、引き受けた株式について出資の履行を行ったことで果たされており、会社の債務について会社債権者に対して責任を負わない。法人格が、会社の財産を株主の債権者から守るものであるのに対し、有限責任は、株主の財産を会社の債権者から守るものであるといえる。
これは、出資をしようとする者にとってのリスクを限定することによって、多数の出資者から広く出資を集めることを可能にするためのものである。また、有限責任によって出資者と会社債権者との間のリスクの分配が明確になるため、出資持分（株式）の譲渡が容易になり、会社債権者との取引も容易になる。有限責任を認めることによって、会社がある事業を行うために子会社を設立して、事業失敗による損失のリスクを限定することも可能である。
かつては、出資者は会社の債務について無限責任を負うこととされていたが、今日では有限責任は普遍的な制度となっている。もっとも、日本の合名会社、合資会社においては、全部または一部の社員が会社の債務について無限責任を負う。
有限責任の下では、会社債権者にとっては会社の財産だけが責任財産となることから、会社債権者の保護も会社法の課題となる。

### 株式の自由譲渡性
株主が、その有する株式（出資持分）を自由に譲渡することができることを、株式の自由譲渡性という。
これは、株主がいつでも株式を譲渡して会社関係から離脱することができるようにすることによって、相互に信頼関係のない多数の者から広く資本を集めることができるようにする仕組みである。株式会社では、責任財産を会社に確保するために、出資の払戻しをすることが原則として認められていないため、株主にとっては株式の譲渡は投下資本回収のための重要な手段である。
もっとも、多くの中小企業のように人的関係が重要な意味をもつ会社では、自由譲渡性を認めると人的関係を維持することが難しくなることから、各国の会社法は、一定の会社について株式の譲渡を制限することを認めている。株式の譲渡を制限する会社については、日本の譲渡制限株式のように一般的な会社法の中の特則として設けられている場合もあれば、かつての日本やヨーロッパ大陸諸国のように閉鎖会社に関する独立の制定法による会社形態（有限会社）が設けられている場合もある。

### 所有と経営の分離
会社において、株主は直接経営を行わず、経営者（取締役会など）に経営権を集中することを、所有と経営の分離といい、これは多数の株主を有する大企業では普遍的に見られる特質である。
このような傾向は、歴史的に会社が大規模化し、多くの株主から資金を集めなければならなくなった結果、株主が直接経営を行うことが難しくなり、専門的経営者に経営が委ねられるようになったことによる。アメリカでは20世紀初めころから所有と経営の分離が進んだ。また、所有と経営を分離することにより、会社と取引をしようとする第三者にとっては、誰が権限を有するかが分かりやすいという利点もある。
各国とも、株主による投票で取締役が選ばれ、その取締役で構成される取締役会 (board of directors) が、経営上の意思決定及び業務執行の監督を行うというのが典型的な制度である。一方、日々の業務執行は、日本では代表取締役、アメリカでは執行役員 (officer) が行うのが通常である。

### 株主による所有
(1)株主が、会社を最終的にコントロールする権限（取締役を選任し、会社の運営上重要な事項を承認する権限）を有すること、(2)会社の純利益は株主に帰属することを指して、株主が会社を所有するという。この意味で、会社は、組合、匿名組合、信託などと同様、出資者が所有する共同事業形態であるといえる。もちろん、会社の純利益が株主に帰属する反面、会社に損失が出た場合も、株主は（配当を受け取れないか、あるいは株価の下落として）そのリスクを負担する。
なお、上記のような法学的な説明とはやや異なる意味で、会社の目的は、株主の利益を最大化することにあるという立場（株主主権論）から「会社は株主のものである」という主張がされることがある。これに対しては、「会社はコア従業員（長期的に会社に関わる従業員）のものである」という従業員主権論や、「会社はステークホルダー（株主、従業員、顧客、取引先、地域社会といった利害関係者すべて）のものである」という主張もされている。このような会社は誰のものかという議論は、経営やコーポレート・ガバナンス（企業統治。後述）の重点をどこに置くかについての議論であるといえる。また、ステークホルダー型コーポレート・ガバナンスと関連して、会社は地域の利益や雇用、環境を守る責任があるという企業の社会的責任(CSR) も主張されている。
ただし、例えば株主主権論の立場に立つとしても、従業員等のステークホルダーに正当な対価を支払わなければ株主の利益を生み出すことができないというように、「会社は誰のものか」という議論を、専らある者の利益のために会社を経営すべきであるという主張として理解することには実益があると指摘されている。

## 各国の株式会社
| 法域                   | 法域                                                                       | 公開型 | 閉鎖型 |
| ---------------------- | -------------------------------------------------------------------------- | --- | --- |
| 日本                   | 日本                                                                       | 日: 公開会社 （株式会社）                                                                                              | （公開会社でない株式会社）                                                                                          |
| インドネシア           | インドネシア                                                               | Indonesia: Perseroan Terbuka (PT Tbk.)                                                                                 | Perseroan Terbatas (PT)                                                                                             |
| 韓国                   | 韓国                                                                       | 朝: 주식회사（株式會社）                                                                                               | 유한회사（有限會社）                                                                                                |
| 中国大陸               | 中国大陸                                                                   | 中: 股份有限公司 | 有限公司 |
| 台湾                   | 台湾                                                                       | 中: 股份有限公司 | 有限公司 |
| アメリカ・デラウェア州 | アメリカ・デラウェア州                                                     | 英: stock corporations                                                                                                 | (close corporations)                                                                                                |
| 欧州経済領域 (EEA)     | 欧州経済領域諸国 (EEA)                                                     | 羅: Societas Europaea                                                                                                  | |
| 欧州経済領域 (EEA)     | ベルギー                                                                   | 仏: la société anonyme                                                                                                 | la société privée à responsabilité limitée                                                                          |
| 欧州経済領域 (EEA)     | ベルギー                                                                   | 蘭: de naamloze vennootschap                                                                                           | besloten vennootschap met beperkte aansprakelijkheid                                                                |
| 欧州経済領域 (EEA)     | デンマーク                                                                 | 丁: aktieselskaber | anpartselskaber |
| 欧州経済領域 (EEA)     | ドイツ                                                                     | 独: die Aktiengesellschaft (AG)                                                                                        | die Gesellschaft mit beschränkter Haftung (GmbH)                                                                    |
| 欧州経済領域 (EEA)     | ギリシャ                                                                   | 希: ανώνυμη εταιρία | εταιρία περιομένης ευθύνης                                                                                          |
| 欧州経済領域 (EEA)     | スペイン                                                                   | 西: la sociedad anónima                                                                                                | la sociedad de responsabilidad limitada                                                                             |
| 欧州経済領域 (EEA)     | フランス                                                                   | 仏: la société anonyme                                                                                                 | la société à responsabilité limitée                                                                                 |
| 欧州経済領域 (EEA)     | フランス                                                                   | 仏: la société anonyme                                                                                                 | la société par actions simplifiée                                                                                   |
| 欧州経済領域 (EEA)     | アイルランド                                                               | 英: public companies limited by shares                                                                                 | private companies limited by shares                                                                                 |
| 欧州経済領域 (EEA)     | アイルランド                                                               | 英: public companies limited by guarantee having a share capital                                                       | private companies limited by guarantee having a share capital                                                       |
| 欧州経済領域 (EEA)     | イタリア                                                                   | 伊: società per azioni                                                                                                 | società a responsabilità limitata                                                                                   |
| 欧州経済領域 (EEA)     | ルクセンブルク                                                             | 仏: la société anonyme                                                                                                 | la société à responsabilité limitée                                                                                 |
| 欧州経済領域 (EEA)     | オランダ                                                                   | 蘭: de naamloze vennootschap (NV)                                                                                      | de besloten vennootschap met beperkte aansprakelijkheid                                                             |
| 欧州経済領域 (EEA)     | オーストリア                                                               | 独: die Aktiengesellschaft                                                                                             | die Gesellschaft mit beschränkter Haftung                                                                           |
| 欧州経済領域 (EEA)     | ポルトガル                                                                 | 葡: a sociedade anónima de responsabilidade limitada                                                                   | a sociedade por quotas de responsabilidade limitada                                                                 |
| 欧州経済領域 (EEA)     | フィンランド                                                               | 芬: julkinen osakeyhtiö                                                                                                | osakeyhtiö |
| 欧州経済領域 (EEA)     | フィンランド                                                               | 典: publikt aktiebolag                                                                                                 | aktiebolag |
| 欧州経済領域 (EEA)     | スウェーデン                                                               | 典: publikt aktiebolag                                                                                                 | aktiebolag |
| 欧州経済領域 (EEA)     | イギリス ( イングランド) ( ウェールズ) ( スコットランド) ( 北アイルランド) | 英: public limited company (PLC) (companies limited by shares)                                                         | private limited company (LTD) (companies limited by shares)                                                         |
| 欧州経済領域 (EEA)     | イギリス ( イングランド) ( ウェールズ) ( スコットランド) ( 北アイルランド) | 英: public limited company by guarantee having a share capital (companies limited by guarantee having a share capital) | private limited company by guarantee having a share capital (companies limited by guarantee having a share capital) |
| スイス                 | スイス                                                                     | 独: die Aktiengesellschaft                                                                                             | die Gesellschaft mit beschränkter Haftung                                                                           |
| スイス                 | スイス                                                                     | 仏: la société anonyme                                                                                                 | la société à responsabilité limitée                                                                                 |
| スイス                 | スイス                                                                     | 伊: società anonima | società a garanzia limitata                                                                                         |
| ロシア                 | ロシア                                                                     | 露: публичная компания（公共株式会社）                                                                                 | Частная компания |

## 歴史

### 株式会社の起源と大航海時代

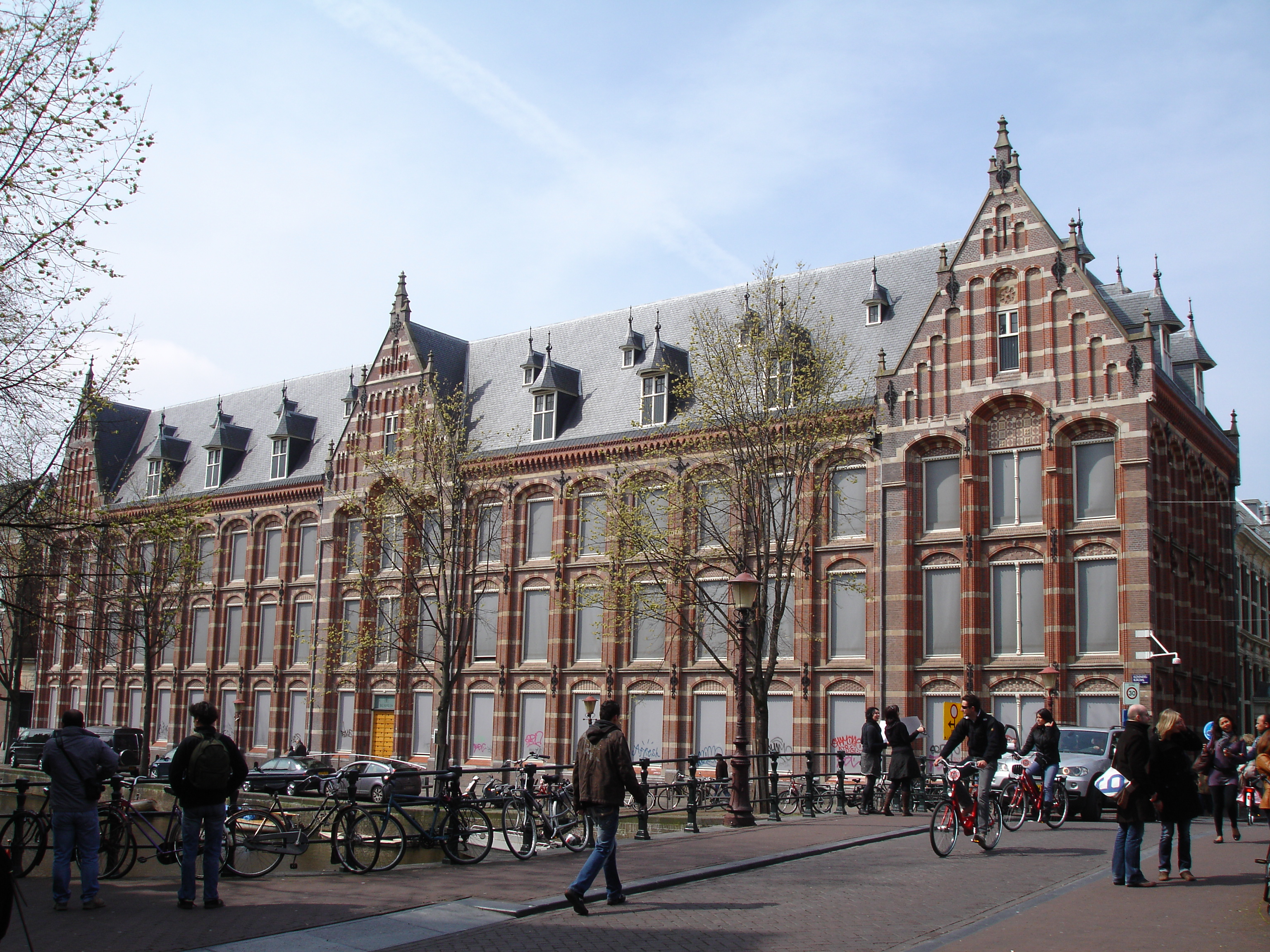
アムステルダムの旧オランダ東インド会社ビル。

16世紀から17世紀の大航海時代、ヨーロッパでは、共同資本により、貿易や植民地経営のための大規模な企業が設立されるようになった。イギリスのレヴァント会社やイギリス東インド会社（1600年設立）である。もっとも、初期の貿易会社は、航海の都度出資を募り、航海が終わる度に配当、清算を行い、終了する事業であった。つまり、現在のアニメなどの製作委員会方式と同じスタイルである。
1602年に設立されたオランダ東インド会社は、継続的な資本を持った最初の株式会社であるとされる。株式会社は小口の資本（資金）を社会全体から広汎に集めることが可能であると同時に、各種の保険や金融制度同様、当時にあってはリスク分散の仕組みでもあった。17世紀のイギリスでは、設立許可を受けた会社か否かを問わず、共同資本の会社形態（ジョイント・ストック・カンパニー）の事業が、従来の個人事業やパートナーシップに代わって急速に増加し、貿易のみならず国内事業も取り扱うようになった。もっとも、1720年にはイギリスで南海会社が引き起こしたバブル経済が崩壊したのを機に（南海泡沫事件）、無許可会社に対する取締りを行うバブル法 (Bubble Act of 1720) が制定され、多くの会社が打撃を受けた。
当時の株式会社は許可制であった。（勅許会社（chartered company）と呼ばれる。）。設立のための勅許 (charter) は、通常、独占権の付与を伴っていたため、イギリスでは17世紀から18世紀にかけて、国王と議会との間の権限争いの場となった。また、株主の有限責任も、特別に与えられる特権であって、イギリスでは1855年になるまで一般的なものではなかった。
また、アダム・スミスは著書「国富論」の中で株式会社制度は所有と経営が分離する点で経営者が怠慢になるはずであると批判している。これは現代の代理人問題を指摘していたことになる。

### 産業革命と会社設立の自由化
18世紀の産業革命の勃興とともに、多額の資本を集めなければ実行できない事業が急速に増加した。そこで必要な資本を集めるために最もよく用いられたのが、株式会社という事業形態であった。19世紀になると会社設立の自由化が進んだ。フランスの1807年商法では、三つの事業形態のうちの一つとして、株式譲渡性を持ったソシエテ・アノニム (société anonyme) が認められ、1867年法で初めて登録制による会社設立が可能となった。イギリスでは1825年にバブル法が廃止されたが、許可制から登録制に移行したのは1844年であり、1855年に会社の有限責任が認められるようになった。ドイツでは1870年に株式会社の自由な設立が認められるようになった。
アメリカでは、独立以前には植民地政府がイギリス国王の権威の下、いくつかの会社の設立を許可する立法を行ったが、独立後は、各州議会がコーポレーションの設立を許可するようになり、その多くが銀行であった。米英戦争（1812年）後には、設立許可されるコーポレーションの数も急速に増え、銀行だけでなく運河や道路を建設する会社も設立されるようになった。その後19世紀に大きな役割を果たしたのが鉄道会社である。アメリカでも、当時は、設立許可は個々のコーポレーションに対して行われるものであり、特権、独占権の付与という意味を持っていた。しかし、1811年にニューヨーク州が一定の種類の製造業で資本が10万ドル未満のものに限ってコーポレーションの設立を一般的に認める法律を制定したのに続き、1837年にコネチカット州が企業の種類を問わず一般的に会社の設立を認める法律を制定した。他の州も次第にこれにならい、1890年までには、すべての州で一般的・準則主義的な会社法が制定された。それでも、南北戦争（1861年 - 1865年）のころまでは多くの州が特別の設立許可の制度も残しており、準則主義的に設立されたコーポレーションについては規模の制限など多くの規制を課していた。しかし、1875年以降のニュージャージー州法が規制の廃止を進め、その後の20年間にデラウェア州をはじめとして各州がこれにならい、自由化が進んだ。

### 現代における株式会社の発展
アメリカ合衆国では、1897年から1903年にかけて会社間同士による合併が進み、今まで鉄道分野に限られていた大企業が、他の産業分野にも出現するようになった。こうして、「ビッグ・ツー」、「ビッグ・スリー」、「ビッグ・フォー」といった様な巨大企業が多くの産業で形成されるようになった。

## 設立

### 日本
日本での株式会社の設立方法には、発起人（ほっきにん）が全額出資する発起設立と、発起人が一部を出資し、残りの株式を引き受ける者を募集する募集設立の2種類ある。いずれの場合も、発起人が、株式会社の目的、商号、本店所在地、設立に際しての出資額、発起人の氏名（名称）・住所等を記載した定款を作成する。発起人及び募集設立の場合の引受人は、引き受けた株式についてその全額の出資を履行しなければならない。そして、本店所在地において設立の登記をすることによって株式会社が成立する。専門職として、明治5年に司法書士が創設され、株式会社の設立などの業務を行う。
旧商法の下では、株式会社の設立に際して最低1000万円の資本金を必要とする規制があったが、2003年（平成15年）2月の新事業創出促進法の一部改正で一定の条件で資本金1円で会社設立が可能となる「最低資本金規制特例制度」が制定された後、2006年（平成18年）5月の会社法の施行に伴い、最低資本金制度は廃止された。持分会社も、社員となろうとする者が定款を作成し、本店所在地で設立の登記をすることによって成立する。

### アメリカ
アメリカでは株式会社を表すため、会社名の後にInc.をつける。アメリカのコーポレーションは、設立人 (incorporator) が基本定款(articles of incorporationやcertificate of incorporation) を手数料とともに州務長官等の州の機関に提出することによって設立される。設立人は出資者でなくてもよく、弁護士などが設立人となることも多い。基本定款には、コーポレーションの名称、存続期間（通常は「永久」）、目的（通常は「すべての適法な事業」）、発行可能株式数、登録事務所、取締役の人数（州によって設立時取締役 (initial directors) の氏名）、設立人の氏名、住所等が記載される。一方、発起人 (promoter) は、自ら出資したり、他の出資者を募ったりして資金を調達し、また各種の設立準備行為を行う役割を担う。
かつてはすべての州に最低資本金（1,000ドルとするのが最も典型的であった）の制度があったが、現在では、ほとんどの州で廃止されている。設立人又は設立時取締役が最初に開く会合（又はそれに代わる書面による合意）で、株式引受けの申込みに対する承諾、株式の発行、取締役・執行役員の選任、その他事業を始めるための契約の承認、附属定款 (bylaws) の承認などが行われる。

## 機関
法人である株式会社が意思決定をし、行為をするには、自然人や会議体による意思決定・行為が必要である。そのような自然人や会議体を会社の機関という。
株式会社にどのような機関を置き、各機関にどのような権限を配分するか（機関設計）は、各国の法制、各会社の選択によって異なるが、所有と経営が分離した株式会社では、取締役会が経営を行う一方、取締役の選任など株主全員による意思決定を行うために株主総会が開かれるのが典型的である。このほか、監査役や会計監査人などの機関が置かれることもある。なお、本店・支店や、部・課といった会社の内部組織は、機関とは異なる。
どのような機関設計を行うかは、コーポレート・ガバナンス（企業統治、後述）にとって中心的な意味を持つ。

### 株主と株主総会
株主総会 (meeting of shareholders) は、株主全員を招集して開かれる会議である。
株主は、(1)配当や残余財産の分配など経済的な利益を受ける権利（自益権）と、(2)議決権など会社の経営に参加する権利（共益権）の双方を有するが、株主総会は株主が議決権を行使する場である。
日本
日本の株式会社では、毎事業年度の終了後、定時株主総会を招集しなければならないほか、臨時株主総会を招集することができる。株主総会を招集するのは取締役であるが、3％以上の議決権を有する株主は、株主総会の招集を請求することができ、取締役が応じない場合は裁判所の許可を得て自ら招集することができる。株主総会は、非取締役会設置会社では万能の機関とされているが、取締役会設置会社では、所有と経営の分離という観点から、株主総会で決議できる事項は、法律で定められた次のような事項に限られている。
- 取締役・監査役などの機関の選任・解任
- 定款変更、合併・会社分割、解散など、会社の基礎的変更に関する事項
- 株式併合、配当など、株主の重要な利益に関する事項
- 取締役の報酬の決定

定足数は原則として過半数、議決に必要な表決数も原則として過半数とされているが、決議事項によっては、3分の2の特別多数決が必要とされている。
アメリカ
アメリカの1984年模範会社法(Model Business Corporation Act 1984)は、定時総会 (annual meeting) を毎年開催しなければならないと定めている。その主な目的は取締役の選任であるが、招集通知 (notice) に記載されていない事項でも株主総会の権限内の事項であれば決定することができる。臨時総会 (special meeting) は、取締役会、一定の割合を持った株主（1984年モデル会社法では10％）、一定の執行役員など、州の制定法又は会社内規で定められた招集権者が招集することができる。定時総会と異なり、招集通知に記載された議題に限られる。株主総会の定足数は最低3分の1とする州法が典型的であるが、下限を法律で定めない州もあり、また上限については全員出席を必要とする定めを置くことも可能である。議決に必要な表決数は、出席株主の議決権の過半数とする州法が一般的であり、棄権を除いた議決権の過半数とするところもある。

### 取締役会と経営
各国とも、株主によって選ばれる取締役会 (board of directors) が会社の経営上の意思決定を行うとする組織形態が一般的であるが、具体的な経営体制は各国の法制や実務慣行によって異なる。
日本
日本の株式会社では、従来は必ず取締役会が置かれることとされていたが、新会社法においては、公開会社などでは取締役会を置かなければならない一方、それ以外の会社では取締役会を置くか否かを定款で定められることとなった。
(1)取締役会設置会社では、取締役会が経営に関する意思決定を行い、取締役の中から選ばれた代表取締役が業務を執行し、対外的に会社を代表する。(2)しかし、取締役会設置会社の中でも、委員会設置会社では、執行役が業務を執行し、代表執行役が対外的に会社を代表する一方、取締役会の役割は、基本事項の決定、委員会メンバーの選定・監督、執行役の選任・監督に限られる。(3)非取締役会設置会社では、各取締役が業務を執行するとともに、それぞれ単独で会社を代表するのが原則である。
アメリカ
アメリカの株式会社 (corporation)では、取締役会が経営を行うというのが伝統的な会社法の仕組みである。しかし、実際の大規模会社では、日々の経営は執行役員 (officer)が行い、取締役会はその監督を行うにとどまっており、他に仕事を持つ非常勤の外部取締役が大部分をなす場合が多い。一方、閉鎖会社では株主が直接経営を行っている場合が多いという実態を反映して、多くの州法で、閉鎖会社では取締役会を設置しなくてよいとする立法が行われており、さらに、モデル会社法 (Model Business Corporation Act) では、閉鎖会社か否かにかかわらず取締役会を設置しないことができるとの定めが置かれている。取締役会には各種の委員会を置くことができ、中でも、監査委員会・報酬委員会・指名委員会の3委員会を置くのが、証券取引委員会 (SEC) の推奨もあって公開会社で一般的になっている。これらの委員会のメンバーの全員又は大部分は、経営に関与しない外部取締役である。
一方、役員(officer)は、取締役会により選任され、社長 (president)、書記役 (secretary)、会計役 (treasurer)、1名又は複数の副社長 (vice president)を置かなければならないとするのが伝統的な法制であるが、取締役会はこれ以外にも役員の役職を設けることができる。大企業では、最高経営権を掌握するCEO（最高経営責任者）のほか、CFO（最高財務責任者）、COO（最高執行責任者）といった役職を設けることが多く、しばしばこれらの肩書きの方が法制上の役職よりも重視される。
ドイツ
ドイツの株式会社（AG）では、取締役会 (Verwaltungsrat) が監査役会 (Aufsichtsrat)とその下に置かれる執行役会 (Vorstand)の二層に分かれている。従業員数が2000人を超える大企業では監査役会の半数は労働者から選ばれた代表者であり、残りの半数と議長は株主から選ばれる。これを労資共同決定方式 (Mitbestimmung) という。

### コーポレート・ガバナンス
所有と経営が分離した株式会社においては、株主の受け取る利益は経営者に依存しているため、経営者が自己の利益を優先して株主の利益を損なうという危険性が存在する。これは経済学でいうプリンシパル＝エージェント問題であり、経営者の行為により株主の利益が損なわれたり、それを防ぐために株主が経営者を監視したりすれば、いずれにしてもコスト（エージェンシー・コスト）が発生してしまう。そこで、できるだけコストを抑えて、経営者が株主の利益を損なうことを防ぐ仕組みを構築することが、コーポレート・ガバナンス（企業統治）の課題となる。また、プリンシパル＝エージェント問題は、(1)経営者と株主との間だけでなく、(2)支配株主と少数株主との間、(3)会社と、それと契約関係にある者（債権者、従業員、顧客）との間にも発生することから、コーポレート・ガバナンスは、少数株主やその他の利害関係者（ステークホルダー）の保護にも向けられる。

#### 株主の保護

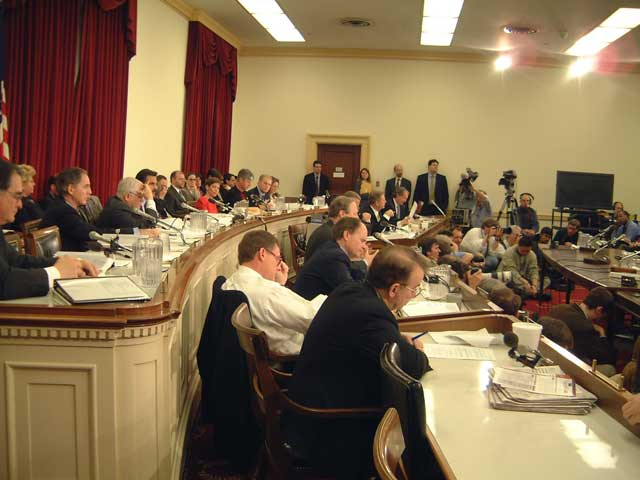
エンロンの粉飾会計に関与した監査法人アーサー・アンダーセンに対し、アメリカ合衆国下院のエネルギー小委員会で行われた証人喚問（2002年1月24日）。

株主の利益を保護するためのコーポレート・ガバナンスの仕組みとしては、法制上又は実務上、次のようなものが設けられている。
取締役の選任・解任権
所有と経営が分離した会社では、株主が取締役を選任・解任することにより間接的に会社の経営をコントロールすることとされており、取締役の選任・解任は株主の利益を保護するための最も基本的な手段である。
各国とも、株主には取締役の選任権が与えられている（ただしドイツでは労働者が監督取締役会の半数までを選任する権限がある。また、オランダでは株主には取締役の選任権がなく、監督取締役会自身が後任者を任命する）。任期は、日本（2年）やアメリカ（通常1年、最大3年）のように短いものから、ドイツ（5年まで）やフランス（6年まで）のように長いもの、イギリスのように任期の定めのないものまである。
任期中の解任については、イギリスやフランスでは株主の多数で理由を付さずに取締役を解任することができる。日本も、株主の過半数が出席した株主総会において、過半数で取締役を解任することができ。ドイツでは3分の2以上の特別多数決で解任することができる。アメリカでは、州によって、理由なく解任できるとするところや、その他の定めを置くことができるところがある。
株主総会における投票制度
株主総会での投票の方法は、議決権行使を通じたコーポレート・ガバナンスのあり方に大きな影響を与える。
日本では、議決権を有する株主数が1000人以上の株式会社は書面投票制度を設けなければならない。フランスでも、銀行等に株式を預託している中小株主には書面投票が認められているが、手続が複雑であまり利用されていないといわれる。
アメリカ、イギリス等で一般的なのが、株主からの委任状集め (proxy solicitation) である。反対派がいない場合は経営陣が委任状を集め、反対派がいる場合は現経営陣と反対派との間で委任状獲得戦 (proxy contest) が行われる。アメリカでは実際に委任状獲得戦を行うには多額の費用がかかる上、証券取引委員会 (SEC) の複雑な規制に従わなければならないため、実際に委任状獲得戦が行われることは少ないが、経営陣の情報開示など、反対派が活動しやすいような制度が整備されている。また、アメリカやイギリスでは、年金ファンド、投資信託といった機関投資家が、株式市場への影響力を背景に経営の達成度について意見を述べることが増え、コーポレート・ガバナンスの上で果たす役割も大きくなっている。。
ヨーロッパ大陸諸国では、上場会社であっても、大株主が会社を支配していることが多く、そこでは中小株主から株式を預託されている金融機関（銀行や信託）が委任状の管理について大きな役割を果たしている。ドイツでは、銀行が、顧客である中小株主から株式を預かり、議決権を代理行使することが多く、経営陣に与した投票を行うことが多い。フランスでも、経営陣が銀行等の金融機関と協力して白紙委任状を集めることができ、経営陣の地位は比較的安定している。
重要な判断に対する株主の関与
アメリカでは、所有と経営を比較的厳格に分離しており、株主が経営について直接判断することに慎重である。アメリカの多くの州では、定款の変更、合併・統合、解散、重要資産の売却等には株主の承認が必要とされているが、株主からこれらの事項を提案することはできず、またその他の事項について株主が判断することも認められていない。
ドイツでは、株主には定款の変更や合併について承認権があるほか、取締役会に対しこれらの措置をとるよう要求することができる。また、制定法に明示的に定められたもの以外にも、重要な事項について判断する権限があるというのが判例である。日本、フランス、イギリスでは、取締役会が反対する場合でも、少数株主が定款変更などの株主総会決議を提案することができる。
取締役会の中立性の確保
アメリカでは、2001年のエンロン破綻を機に、主な証券取引所は、独立取締役が取締役会や委員会の多数を占めることなどを要求するようになり、また証券取引委員会 (SEC) も、公開会社について、監査委員会に独立の財務専門家を置いているか（置いていないとすればその理由）を開示することを求めるようになった。
また、イギリスやアメリカでは、経営の最高責任者であるCEOと取締役会の会長（議長）が分離され、取締役会会長は非従業員が務めるのが一般的である。
報酬によるインセンティブ
アメリカでは、ストック・オプションの付与など、経営者の報酬を株主価値の増大に連動させることで経営者に対するインセンティブを与えることがあり、その他の国でもこれにならう会社がある。
取締役の注意義務・忠実義務と損害賠償責任
取締役は、会社に対し、注意義務 (duty of care) と忠実義務 (duty of loyalty) を負っている。
注意義務は、取締役が故意又は過失によって会社に損害を与えることを禁じるものであり、これに違反したときは取締役は会社に対し損害賠償責任を負う。しかし、事後的に経営判断の是非を評価することは難しいこと、過度に厳格な責任を負わせると取締役に萎縮効果が生じることから、取締役の経営判断に対しては広い裁量を認めるのが各国の傾向である。裁判所は経営判断に事後的に介入しないという経営判断の原則がアメリカの判例上認められており、日本の裁判例でも同様の判示がされている。
忠実義務は、自己又は第三者の利益を会社の利益よりも上位に置いてはならないという義務である。特に、(1)会社と取締役の間の財産の譲渡、会社から取締役への金銭の貸付けなどの利益相反取引、(2)取締役による競業については、取締役が自己又は第三者の利益を図って会社の利益を犠牲にするおそれがあるため、規制が設けられている。
取締役がこれらの義務に違反した場合、会社が取締役に対し損害賠償請求を行わないときは、株主が会社に代わって取締役を訴えることができる制度が設けられている。これを株主代表訴訟という。
内部統制システムの整備
内部統制システムとは、財務報告の信頼性、業務執行の効率性、コンプライアンス（法令遵守）を確保するための体制をいう。日本の新会社法では、大会社については取締役会で内部統制システム（リスク管理体制） 構築の基本方針を決定しなければならないこととされた。
証券市場の役割と企業買収
上場会社の場合、株価は会社の経営成績を評価して絶えず変動する。株価の下落・低迷は、最終的には経営者（取締役、執行役員）の解任につながるため、経営者に、株主の利益に反する（株価の下落につながる）行動を控えさせる効果がある。また、証券取引法制や証券取引所の規則によって要求される情報開示 (disclosure) も、コーポレート・ガバナンスに寄与している。
同時に、証券市場（株式市場）を通じて行われる企業買収 (M&A) は、コーポレート・ガバナンスの上で非常に重要な役割を果たしている。
アメリカでは、1980年代に企業買収がさかんに行われた。このような企業買収（特に現経営陣の意思に反して行われる敵対的買収）には否定的評価もあるが、買収による企業の再構築によって不採算事業への過剰投資が削減され、株主だけでなく社会全体も産業の効率化による利益を得たとの指摘がされている。

#### 少数株主の保護
少数株主の利益を保護するためのコーポレート・ガバナンスの仕組みには、次のようなものがある。
累積投票制
複数の取締役を選任する場合、通常は1人ずつ選任決議を行うため、全員が多数派株主から選ばれる。これに対し、累積投票制で議決を行うと、少数派株主からも取締役選任の可能性が生まれる。これは、D人の取締役を選任する場合には1株につきD個の議決権を与え、その議決権を1人の候補者に集中して投票しても、数人の候補者に分散して投票してもよいとするものである。これにより、少数株主も、議決権を一部の候補者に集中することで、取締役への選任をさせることが可能となる。
アメリカでは、必ず累積投票を行わなければならない州もあるが、現在、多くの州では会社が設立文書によって選択できるようになっている。日本では、株主から請求があった場合には累積投票を行わなければならないとされているが、定款の定めによって、累積投票を行わないこととすることができる。累積投票には、少数株主の利益を反映できるというメリットがある反面、取締役が会社全体よりも党派的利益を優先してしまう、大規模公開会社では議決権の代理行使の方法が過度に複雑化するといった問題点もある。
議決権上限制
日本・ドイツ以外では、株主の議決権の個数に上限を設けて（例えば、持株数の多い株主も5%までしか議決権を行使できない）大株主の影響力を制限することを認める国が多く、オランダ、フランス、スイスでは現在も一般的に行われている。ただし、これは少数株主の保護というよりは買収防衛策としての面が強いとされている。一方、日本と現在のドイツは1株1議決権の原則（株主平等の原則）をとっており、株式数よりも議決権を多く、又は少なく与えることはできない。
特別多数決

#### その他の利害関係者の保護
会社と従業員（労働者）との関係は雇用契約に基づくものであり、労働者の保護は主に労働法によって図られるが、国によってコーポレート・ガバナンスに労働者の利益を取り入れた制度がある。
従業員代表者の取締役会への参加
ヨーロッパの多くの国では、取締役会に従業員（労働者）の代表が入るのが特徴であり、EU加盟国（2004年当時）の中で、何らかの手段で従業員代表者が参加する制度がない国は、ポルトガル、ベルギー、イタリア、イギリスだけである。アイルランド、スペイン、ギリシアでは国有企業にのみ従業員取締役が必要とされている。フランスでは、従業員が50人を超える会社では投票権のない従業員代表者が取締役会に出席することが必要とされるとともに、会社の選択により、取締役会の3分の1まで従業員が選出することが可能である。スウェーデンでは、取締役のうち3人までは労働組合から選任されなければならないとされている（ただし労働関係の問題を取り扱うときは取締役会に出席できない）。ドイツの従業員数500人〜2000人の会社、及びオーストリア、ルクセンブルクでは、従業員取締役が取締役会の3分の1を占めることとされている。そして、ドイツの従業員数2000人超の会社では、1976年共同決定法により、株主から選任された取締役と従業員から選任された取締役が監督取締役会の半数ずつを占める上、従業員代表者は経営取締役会のメンバーの任命について拒否権を有している。
一方、会社と債権者との関係は、消費貸借契約などの契約に基づくものであり、債権者の保護は契約法や担保法によって図られるが、会社法上も会社債権者の保護のための制度が設けられている。
取締役・執行役員の義務
多くの国で、取締役や執行役員は株主以外の利害関係者に対し、何らかの方法で義務を負うこととされている。イギリスでは、取締役は、会社が支払不能に陥ったことを認識していたとき、又は認識すべきであったときは、第三者を害する取引を行ってはならないとされる。アメリカでも、取締役の信認義務は株主に対してだけではなく債権者に対しても及ぶというのが判例であり、また、多くの州の制定法で、取締役会が重要な判断に際して株主以外の利害関係者の利益を考慮することを明示的に認めている。日本では、取締役等が悪意又は重過失によって第三者に損害を与えたときは、第三者に対して損害賠償責任を負うとされる。
そのほか、債権者保護のための会社法上の制度としては、最低資本金制度、配当規制などがある。

## 資金調達
会社が事業を行うためには、資金が必要である。会社を設立する際には、前述のように、株式を発行して外部から資金を調達する必要があるが、設立後は、内部資金と外部資金という二つの資金源が考えられる。
内部資金とは、事業活動によって得られた利益の内部留保（株主に配当しないで会社内に留保する利益）、又は減価償却の累積による手持ちの資金をいう。内部資金は調達にかかる費用がほとんどかからないが、多くの場合、内部資金だけでは資金需要をまかなうことができない。
外部資本の調達方法には、(1)銀行等の金融機関からの借入れ、(2)新株発行、(3)社債発行などの方法がある。借入れ（間接金融）は、資金を機動的に調達できる方法であり、実際に広く用いられているが、返済の必要があり、また担保を要求される。これに対し、新株発行や社債による資金調達（直接金融）は、低コストで、広く多数の者から巨額の長期資金を集めることができる方法である。
銀行借入れや社債は、一定の弁済期（償還期）までに元本・利息を弁済（償還）しなければならない債務（デット）であり、貸借対照表上は負債の部に計上される。一方、株式は、会社にとっては償還や配当の義務を負わない自己資本（エクイティ）であり、貸借対照表上は純資産の部に計上される。債務と株式は、次のような点で異なる。
- 債務の場合、債権者（銀行、社債権者）が受け取るキャッシュフロー（利息）は契約で確定しているのに対し、株主の受け取るキャッシュフローは事前に確定しておらず、会社が債務を支払った後のすべての財産が株主に帰属する。そのため、投資者から見て、株式による投資はリスクが大きいと同時に事業が成功した場合は大きなリターンを期待できる。
- 債務の場合、弁済期に支払がされないと債務不履行（デフォルト）になるのに対し、株式の場合には、債務不履行が生じることはない。
- 株主は、会社の社員であり、株主総会における議決権など、各種の経営参加権・経営監督権を有する。

もっとも、社債であっても、償還期限を極めて長くとり、利息の支払を利益に依存することとし、他の債務に劣後することとすれば株式に近づくし、株式でも、非参加的・累積的配当優先株で、かつ償還株式・無議決権株とすれば普通社債に近づくなど、経済学的に見ると、株式と社債（債務）の境界はあいまいである。

### コーポレート・ファイナンス
コーポレート・ファイナンス論（経営財務論）では、自己資本と負債の最適な比率（資本構成）について議論がされてきた。会社は、負債による資金調達（デット・ファイナンス）の場合には債権者から一定の利子率を要求される一方、自己資本による資金調達（エクイティ・ファイナンス）の場合にも株主から一定の利益率を要求されることから、適切な資本構成によってこれらの資本コストを最小化できるかが問題とされている。
株主として出資しようとする投資家の観点から見れば、利子率が一定の負債による資金調達が増えることによって、会社に利子率を上回る利益が出た場合に株主に残る利益率（リターン）は大きくなる。これをレバレッジという。しかし、同時に、会社の利益が少なかった場合にも一定の利子が差し引かれるため、株主には期待していた利益が残らない（場合によって大きな損失を生じる）というリスクも増幅される。コーポレート・ファイナンスの伝統的理論では、資本コストを最小にするような最適の資本構成が存在すると考えられていたが、ミラー=モジリアーニ理論（MM理論）は、負債比率（レバレッジ）を高めることにより利益率の期待値が高まる効果はリスクの増大で相殺されてしまい、株主となろうとする者が要求する利益率（資本コスト）は変わらないことを明らかにした。これによれば、資本市場が完全競争市場であるなど一定の条件を前提とすると、資本コストを最小化するような最適な資本構成は存在しないこととなる。
以上のMM理論は課税を考慮しない場合の結論であるが、自己資本の場合、会社の利益に所得課税（日本では法人税）が行われた後、株主が受け取る配当にも所得課税（日本では個人株主であれば所得税）が行われるという二重課税が生じるのに対し、負債の場合、支払利息は会社の課税所得から控除され、債権者側で受け取る利息にのみ所得課税が行われるため、税制上は通常（税率等によるが）デット・ファイナンスの方が資本コストが低くなり、有利であるといえる。

### 新株発行（増資）

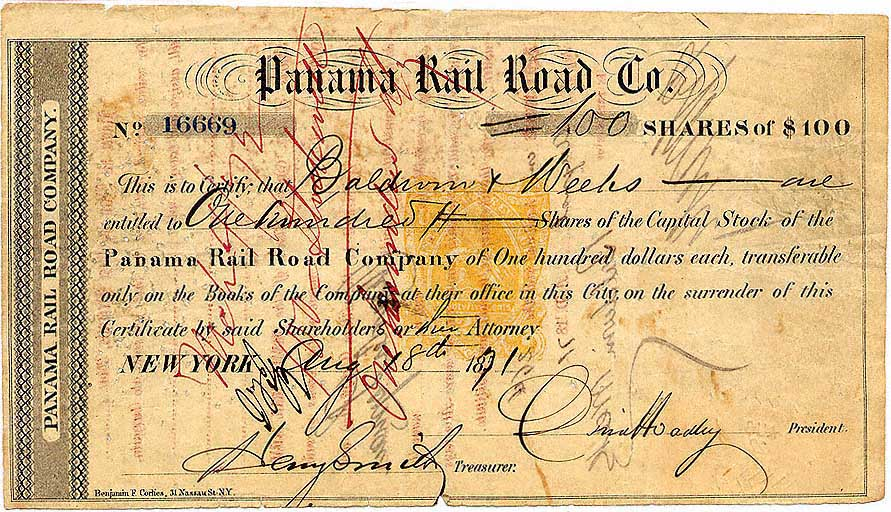
ニューヨーク州で1849年に設立されたパナマ鉄道会社の株券（100株）。

会社設立後、新たに株式を発行して資金を調達することを、新株発行という（実務では「増資」ともいう）。
新株発行の方法には、誰に株式を割り当てるかによって、(1)既存株主に、持株数に応じて募集株式の割当てを受ける権利を与える株主割当て、(2)既存株主を含め、一般に引受人を募集する公募、(3)特定の第三者に株式を割り当てる第三者割当ての3種類ある。第三者割当増資は、資金調達のためよりも、業務提携や企業買収、又は買収対抗策などの手段として用いられることが多い。
株主割当ての場合は、既存株主の持株比率も、株式の経済的価値も影響を受けないが、公募又は第三者割当ての場合には、次の2点で株式の希薄化 (dilution) が起こり、既存株主の不利益となる可能性がある。
持株比率の低下
株主割当て以外の新株発行では、既存株主は、自ら割当てを受けない限り持株比率が低下する。特に人的つながりの強い閉鎖会社では、持株比率が株主自身の役員としての地位と結び付いている場合が多く、不利益が大きい上、市場で株式を取得して持株比率を維持することもできないため、持株比率の保護は重要な意味を持つ。
有利発行による経済的価値の希釈
株主割当ての場合は、新株の発行価格がいくらであっても既存株主の経済的利益には影響がないが、株主割当て以外の場合は、株式の本来の価値よりも低い価額で新株が発行されると（有利発行）、1株当たりの経済的価値が下落し、既存株主の不利益となる。
そのため、各国で、以下のように既存株主の利益を守るための手続規制が設けられている。
株主総会の承認
上記のとおり新株発行は既存株主の利益に影響を及ぼすため、各国とも、新株発行には何らかの方法で株主総会の承認を要することとしているが、他方で、市場の状況等に応じた機動的な資金調達を行う必要性もある。
日本の公開会社及びアメリカでは、定款で発行が認められた発行可能株式総数（授権株式数）の範囲内で、取締役会の判断で発行条件を定め、新株を発行することができる（（授権資本制度）。授権株式数を増やすには株主総会の承認が必要であるが、多くの場合、現実に発行されているのは授権株式の一部なので、その都度株主総会の承認を受けることなく発行することができる。ただし、日本の公開会社では、設立時に授権株式数の少なくとも4分の1を発行しなければならず、定款を変更して授権株式数を増やす場合も、発行済株式総数の4倍までしか増加できないという制限が設けられている。
一方、フランスやドイツの公開会社（SAやAG）では、株主総会が新株発行を事前に承認することも認められているものの、取締役会の裁量はより限定されている。EU法は、株主総会での承認から実際の発行までの期間を原則として5年以内に制限している。
新株引受権の付与
既存株主の持株比率が低下しないよう、一定の場合には既存株主に新株引受権 (preemptive right) が与えられる。日本では、非公開会社については新株引受権を与える株主割当てが原則であり、第三者割当て等には株主総会の特別決議が必要である。ドイツの非公開会社でも、既存株主に新株引受権を与えなければならないとされており、フランスの非公開会社では、定款に定めがある場合に限り、新株引受権が与えられる。一方、公開会社については、ヨーロッパ各国は新株引受権の付与を法定し、これを放棄するには株主総会の特別決議が必要としている。アメリカでは、公開会社・閉鎖会社ともに、定款に定めがある場合に限り、新株引受権が与えられる。
有利発行規制
日本では、株主割当て以外の方法で有利発行を行う場合（募集株式を引き受ける者に特に有利な金額である場合）には、取締役はその必要性を株主総会で説明した上で、株主総会の特別決議を得なければならない。

#### 種類株式
各国で、内容の異なる複数の種類株式を発行することが認められている。
種類株式の中でも、配当や残余財産の分配について、普通株式 (common stock) より優先権を与えられた株式を優先株式 (preferred stock) という。配当優先株に対しては、社債等の債権と異なり、配当をする義務はないが、優先株に対する配当を行わない限りは普通株式に対する配当をすることができない。配当優先株には、優先配当のみが行われる非参加的優先株式 (non-participating preferred) と、優先配当を受けるのに加えて普通株式と同様に配当を受けられる参加的優先株式 (participating preferred) とがある。また、ある年に一定の配当を受けられなかった場合に、後の年に不足額が繰り越されて優先配当を受けられる累積的優先株式 (cumulative dividends) と、繰り越されない非累積的優先株式 (noncumulative dividends) がある。優先株式とは逆に、普通株式より配当が劣後する株式を劣後株式という。業績の不振な会社は優先株式の発行により資金調達が可能になり、また、親会社や政府からの支援を受け自己資本を充実させる際に、優先株式を議決権制限株式とすれば会社の支配権への影響を避けることができ、劣後株式とすれば既存株主の経済的利益への影響を避けることができる。
また、一定の時期・場合に、株式会社が予め定めた価額で償還する（株主から買い取る）ことができる株式を取得条項付株式 (redeemable shares) という。取得条項付株式は、配当負担の多い株式をなくすことに実益があることから、配当優先株式を償還株式とすることが多い。
このほか、日本法では、種類株式の一種として、株式の譲渡について株式会社の承認を要する譲渡制限株式の発行が認められている。

### 社債
社債とは、会社が公衆から借り入れることによって生じた債権であって、多数に分割され、通常、社債券という有価証券に表章されているものをいう。ただし、厳密な定義は不可能である。
社債には、普通社債と、新株予約権が付けられた新株予約権付社債（ワラント債）があり、転換社債（convertible bond、日本の現行法上は転換社債型新株予約権付社債）は新株予約権付社債の一種である。また、社債には担保付社債 (bond) と無担保社債 (debenture) がある。
日本では、かつては、社債には必ず担保を付すこととされ（有担保原則）、事実上、ごく一部の大企業にしか社債の発行を認めない適債基準という慣行が行われていたが、現在ではこれらは廃止され、優良企業であれば無担保社債を発行できるようになっている。なお、従来は株式会社しか社債を発行できないと解されていたが、新会社法では持分会社も社債を発行できることとされている。
日本の会社法は、社債の発行には取締役会決議を行うこと、社債管理者を置くこと、社債権者の利害に重大な関係がある事項について意思決定をする場合に社債権者集会を招集することなど、社債の発行手続、管理等について規定しているが、英米の会社法は社債に関する特別の規定を設けていない。

### 証券市場

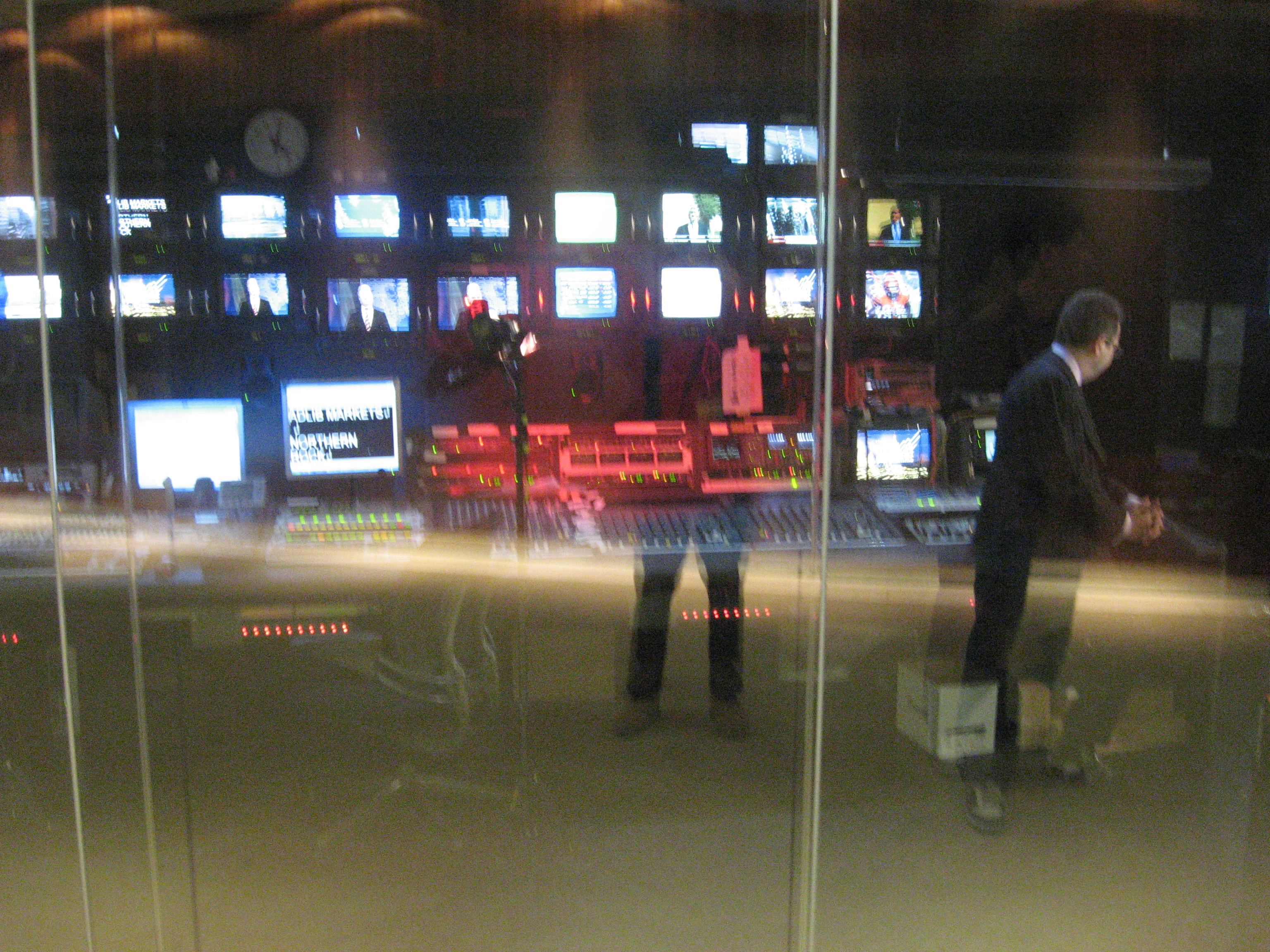
ロンドン証券取引所の内部。

前述のとおり、株式は、原則として自由に譲渡することができるが、証券市場（証券取引所や店頭市場）で取引されることによって株式や社債の流動性が高まり、多くの投資家からの資金調達を低コストで得ることができるようになる。投資家から見ればその資金運用が容易になり、社会的に見れば金融資源の効率的配分が可能となる。さらに、証券市場は、企業経営に対する評価の株価への反映や、非効率な経営を行っている会社への企業買収として、コーポレート・ガバナンスの面でも大きな役割を果たしている。
しかし、証券の価値に関する情報（主に発行企業自身の情報）が十分に開示されなかったり、虚偽の情報が提供されたりすれば、公正な価格形成ができなくなり、投資家の利益を害する。そこで、各国とも、証券市場に参加する会社に強制的な情報開示（ディスクロージャー）を課している。
アメリカでは、証券市場は伝統的に1933年証券法、1934年証券取引法という二つの連邦法によって規律されており、証券取引委員会 (SEC) が監督を行っている。さらに、エンロン事件、ワールドコム事件など相次ぐ企業不祥事を受けて、2002年にサーベンス・オクスリー法（SOX法）が制定された。これは、罰則の強化を含め情報開示を徹底するものであったが、それと同時に、会計・監査制度の改革、監査委員会、執行役員の説明責任の強化、公開会社会計監督委員会 (PCAOB) の創設など、コーポレート・ガバナンスの改善についても直接的に規律するものである。
日本では、平成18年に従来の証券取引法が金融商品取引法へと改正され、情報開示や内部者取引の規制について規定している。
企業内容の情報開示
アメリカの証券取引法は、上場企業だけでなく、株主数が500超、資産が1000万ドル超の原則としてすべての会社に情報開示義務を課している。最初の登録時のほかに、年次報告書、四半期報告書、臨時報告書といった継続開示が要求され、SOX法で更に強化された。
インサイダー取引の規制
ヨーロッパや日本では、上場会社の取締役・執行役員が重要な未公開情報の開示前に自社株を取引することを禁止している。アメリカでは、公開会社のみならず閉鎖会社についても、またいかなる証券についても情報開示前のインサイダー取引を禁止している。
公開買付けの規制
公開買付け（〔日〕TOB、〔英〕tender offer）とは、公開会社の株式等を、一定の価格を提示して、市場外で一斉かつ大量に取得することをいう。後述のように企業買収の手段として用いられることが多い。アメリカでは、証券取引法の1968年改正（ウィリアムズ法）で、公開買付けに際しての買収者の情報開示義務や、同一の価格で全株主に対して提示しなければならないなどの手続が整備された。日本の金融商品取引法も同様の規制を課している。

## 組織再編

### 企業買収
会社の事業を第三者に売却することを、企業買収 (M&A) といい、その法的手法としては、(1)吸収合併、(2)事業譲渡、(3)吸収分割、(4)株式の取得などがある。
これらの企業再編行為は、株主に与える影響が大きいため、各国で合併等についての株主総会決議などが必要とされるほか、国によって少数株主の株式買取請求権、債権者異議手続などが整備されている。
なお、合併等の企業買収には、独占禁止法（反トラスト法）による規制も課せられる。

#### 合併
合併とは、二つ以上の会社が契約によって一つの会社に合体することをいう。これによって、各当事会社（合併を行う会社）の権利・義務は、一つの会社に承継される。当事会社の一つが存続会社として権利・義務を承継し、他の当事会社は消滅する吸収合併 (merger) と、すべての当事会社が消滅して新しい会社を設立する新設合併 (consolidation) がある。
消滅会社の株主は、消滅会社の株式を失う代わりに、対価として持株数に応じて存続会社（又は新設会社）の株式等を受け取る。消滅会社の株主が有していた株式数と、それに対して割り当てられる株式数の割合を合併比率という。アメリカでは、1960年ころまでは合併対価は必ず存続会社（又は新設会社）の株式であったが、今日では合併対価の全部又は一部が現金その他の財産であることも普通である。また、買収会社が完全子会社を設立した上で、対象会社をその完全子会社に吸収合併させ、対象会社の株主に対する合併対価としては買収会社である親会社の株式（ないし現金）を交付するという三角合併 (triangular merger) も多く行われている。日本でも、新会社法によって合併対価の柔軟化が認められ、金銭等を対価とすることができるようになった（この部分は2007年（平成19年）5月1日に施行）。これによって存続会社の親会社の株式を対価とする三角合併も可能となった。
消滅会社の事業から将来期待できる利益に比べて不十分な対価で合併が行われると、消滅株主の利益が損なわれる（逆に過大な対価であれば存続会社の株主の利益が損なわれる）。そこで、多くの国で、合併には、各当事会社において株主の特別過半数による承認が必要とされている。EUの第3会社法指令は、合併の承認のための株主総会における議決要件を、投票数の3分の2以上（又は発行済み株式数の半数以上）とするよう加盟国に求めており、イギリス、ドイツは75%、フランスでは3分の2を採用している。日本でも出席株主の議決権の3分の2以上での承認が必要である。アメリカの各州では発行済株式総数の過半数を要求するところが多い。
一方で、株主の多数の承認に基づいて合併を行うということは、合併が自らの利益を損なうと考える少数株主の意思に反して合併が行われるということを意味する。そこで、日本及びアメリカの各州の会社法は、合併に反対する株主に株式買取請求権 (right of appraisal) を与え、反対株主が会社に対し公正な価格で株式の買取りを請求することができることとしている。買取価格について株主と会社の間で協議が調ったときはその価格で買取りが行われ、当事者間で協議が調わないときは裁判所の手続で価格を決定する。しかし、ヨーロッパ諸国では一般に株式買取請求権は認められておらず、代わりに専門家による査定が要求されている。

#### 事業譲渡
事業譲渡とは、会社の事業の全部又は重要な部分を譲渡することである。事業を譲渡した会社は清算、解散手続に入ることが多い。
事業譲渡も、合併と同様、株主の利益に大きな影響を与えることから、一部の国で株主の特別多数決による承認が必要とされている。日本では、事業の全部の譲渡及び事業の重要な一部の譲渡については、原則として株主総会の特別決議が必要である。アメリカの多くの州でも、会社の資産の全部又は大部分の処分で、通常の事業の過程でないものについては、株主の承認を得なければならないとされている。一方、イギリスやフランスでは取締役会の裁量に委ねられ、株主の承認は一般に必要とされていない。
また、日本及びアメリカの多くの州では、反対株主に株式買取請求権を与えている。

#### 会社分割
会社分割 (corporate division) とは、一つの会社を二つ以上の会社に分けることをいう。会社内の事業部門を独立させる事業再編の手法として使われるが、企業買収の手段として使われることもある。
各国とも、会社分割については合併ほど厳格な手続規制は設けていない。アメリカでは会社分割についての法規制は特になく、事業の譲渡や株式の配当などで会社分割が行われている。

#### 株式取得による買収
株式の取得による買収には、対象会社の取締役会の支持を受けて行われる友好的買収と、対象会社の取締役会の意思に反して行われる敵対的買収がある。その方法としては、(1)株式を大株主から個別に譲り受ける、(2)株式を市場で買い集めるほか、(3)株式公開買付け（前述）がある。友好的買収の場合には、(4)対象会社から大量の株式第三者割当てを受ける方法、(5)株式移転・株式交換 (compulsory share exchange) といった手法も用いることができる。
アメリカでは、1980年代に公開買付けによる企業買収がピークに達した。それとともに、買収者に自己資金が少ない場合に、外部資金を用いるレバレッジド・バイアウト (LBO) という買収手法も発達した。これは、買収者が設立したダミー会社が、ジャンク債の発行及び銀行借入れによって買収資金を調達し、公開買付けなどの方法で買収を行い、買収が成功した後に対象会社をダミー会社に吸収合併させた上で、存続会社のキャッシュフロー（余剰資産の売却益など）を借入れの返済に当てるというものである。しかし、1980年代末には、多くのLBO会社が倒産に終わり、株式取得による買収は急速に減少した。それに代わり、1993年末以降は、大企業による中小企業に対する交渉による合併が増加した。
アメリカでは、1980年代の企業買収の急増に伴い、敵対的買収に対抗するための買収防衛策も発達した。1人の株主が一定割合以上の株式を取得した場合に、買収者以外の株主に株式や社債を廉価で発行して買収者の株式価値を薄めるポイズンピル（毒薬条項）、友好的な相手への第三者割当て増資（ロック・アップ）、株価を上昇させて買収を困難にするための自社株買いや配当の増加、より望ましい会社に買収してもらうホワイトナイトなどの手法が編み出された。これらの防衛策は、ユノカル基準やレブロン基準といった一定の基準の下、判例によって許されている。これに対し、イギリスでは、防衛策をとるためには実際の買収に直面しての定時株主総会の承認が必要であり、取締役会限りで防衛策をとることはシティ・コードにより禁止されている。ヨーロッパ諸国では買収防衛策を容易に認めない傾向にある。

### 組織変更
組織変更とは、会社が法人格の同一性を保ちながら別の類型の会社になることである。

## 解散と清算
会社は解散によって、直ちに消滅するわけではない。解散の登記をすると営業活動が出来なくなり、清算事務に入る（清算会社）。
清算事務では、財産と債務を整理して残余財産を株主に分配する。最終的に全残余財産が分配され、清算結了の登記を経てようやく会社は消滅する。